# Грішний янгол (Цілком таємно)
Грішний янгол — десята частина першого сезону серіалу «Цілком таємно» («Секретні матеріали»).

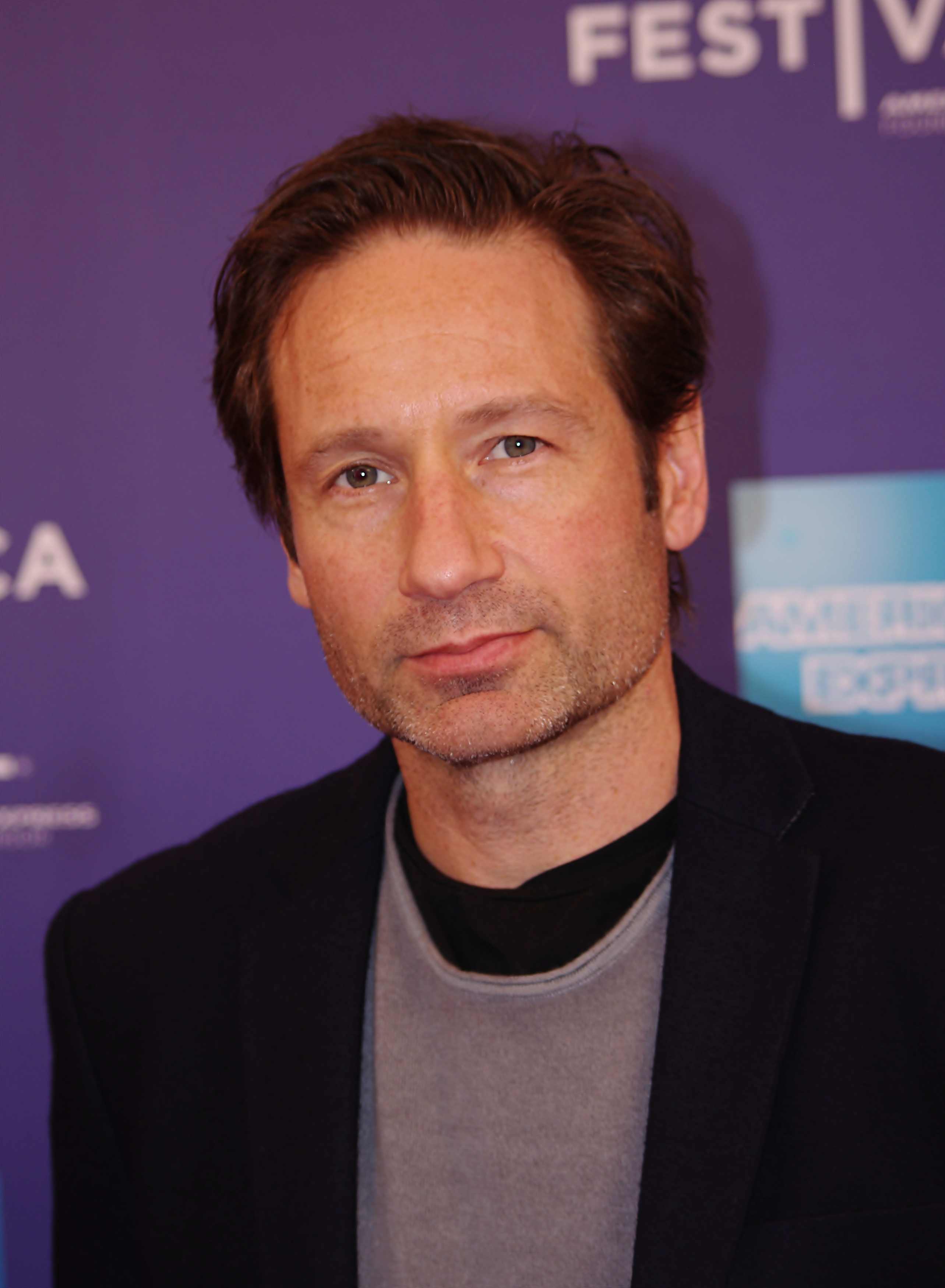

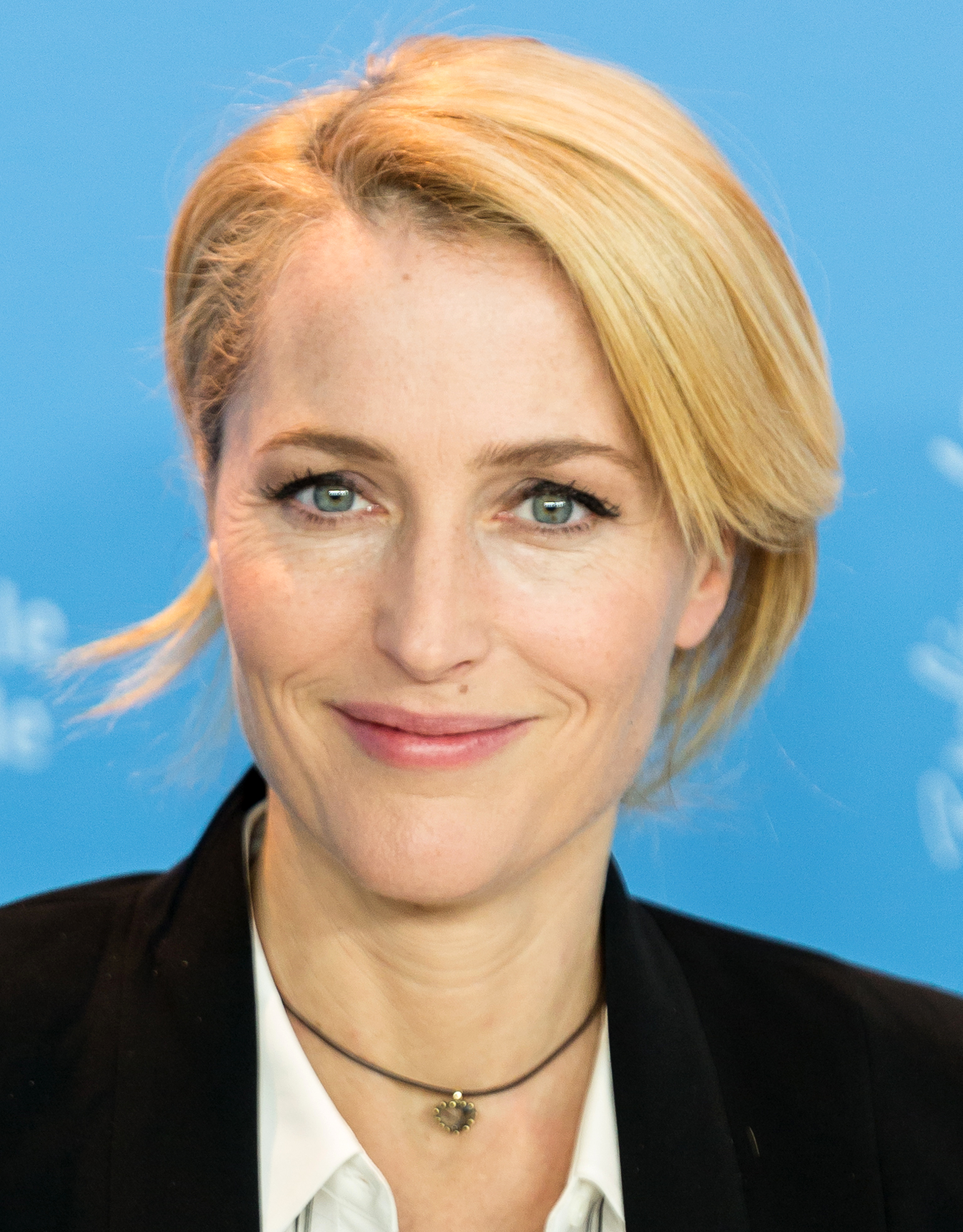

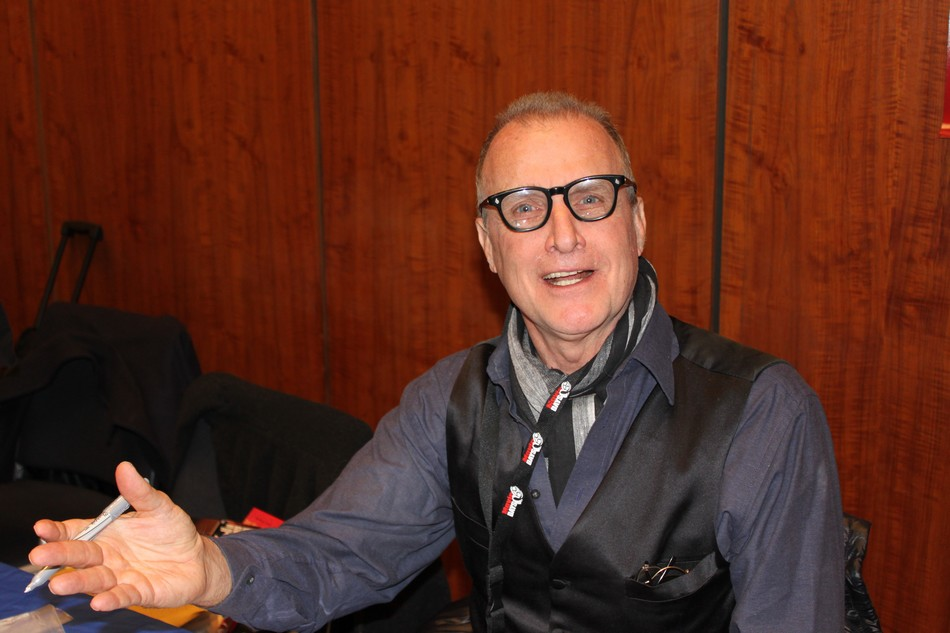

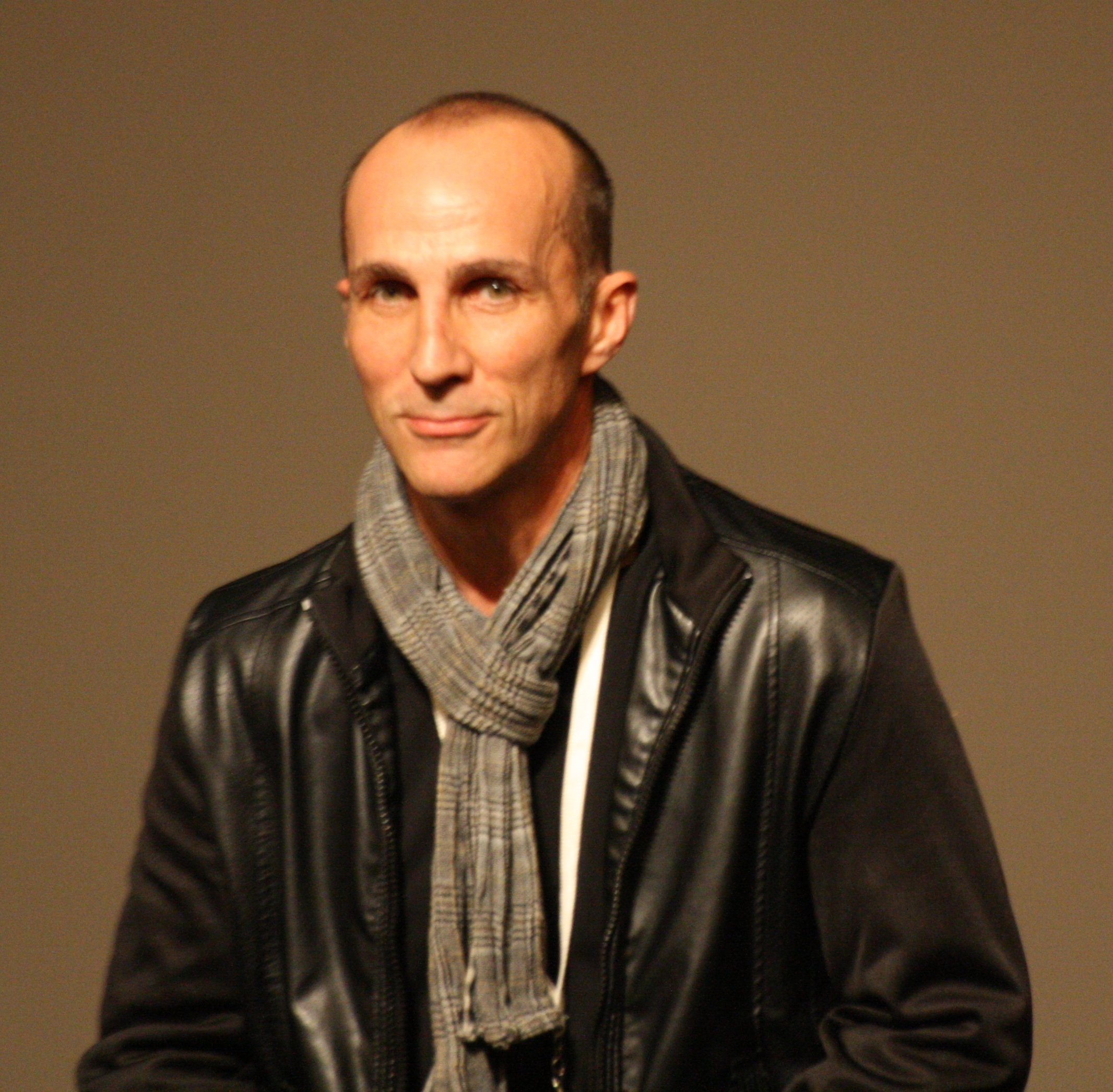

Отримавши інформацію від «Глибокої горлянки», Малдер стає на шляху Міністерства оборони, співробітники котрого здійснюють зачистку місця приземлення НЛО у Вісконсіні. Фокс знаходить місце приземлення, однак його хапають вояки. На гаупвахті Фокс зустрічає уфолога-любителя Макса Феніга, котрого також схопили неподалік від місця зачистки. Скалла допомагає Малдеру звільнитися, однак у агента знову великі неприємності. Після виявлення мертвим Феніга стає зрозуміло, що в уряді є сили, котрі підуть на будь-що, аби вберегти у таємниці існування позаземних цивілізацій.

## Короткий зміст
В Таунсенді (штат Вісконсин) поряд з лісом зазнає аварії НЛО. На місце пригоди прибуває помічник шерифа, від гине від невидимки. За місцем падіння спостерігають в ВПС США, однак полковник Келвін Гендерсон (військовий експерт по НЛО) закликає вважати пригоду падінням метеора. По тому він розпочинає операцію з прикриття та зачистки місця падіння, яку вже тлумачать як аварію поїзда з отруйними відходами.
Фокса Малдера скеровує «Глибока Горлянка», він прибуває до Таунсенду й проникає в ліс, аби встигнути побачити, як люди Гендерсона здійснюють зачистку місця аварії, проте його хапають військовики. Малдера допитує Гендерсон, після того його затримують в одному приміщенні з дивакуватим представником Національного дослідницького комітету по надземним феноменам Максом Фенігом, котрого також затримали в лісі.
Наступного ранку туди ж приїздить Дейна Скаллі аби допомогти Малдеру. Вона повідомляє Фоксу, що керівник управління МакГраф пригрозив закрито «Секретні матеріали» через поведінку Малдера. Також Дейна підкреслює, що падіння відбулося в одному часі з аварією лівійського винищувача, Малдер не бачить в цьому речі одного ряду. Тим часом невидимий власник невідомого літального засобу перетинає електронну огорожу навколо місця падіння та зникає.
Фокс і Дейна повертаються до готелю, де Малдер зняв номер та виявляють, що там вже порядкував Феніг. Виявляється, що Макс є шанувальником Малдера та вступив до лав Дослідницького комітету лише через «Секретні матеріали». Макс приводить Малдера і Скаллі до свого трейлера та демонструє аудіозапис останнього сеансу зв'язку помічника шерифа — відразу після прибуття для зачистки штурмової групи на місце аварії. Агенти відвідують вдову помічника шерифа, вона їм оповідає, що представники уряду не віддають їй тіло чоловіка та примушують мовчати. Там же агенти зустрічаються з лікарем, котрий оглядав убитого поліцейського та члена штурмової команди, по показах якого виходить, що вони померли від надзвичайно сильних опіків; лікар зізнається, що його залякували. Полковник Гендерсон прибуває до лікарні з групою попечених солдатів, котрі були атаковані після того, як загнали в кут на своїй базі невидимого пришельця.
Малдер повертається до готелю та знаходить Макса у його трейлері — з ним стався епілептичний приступ. Малдер нахиляється над його тілом та помічає за вухом Феніга дивний шрам (раніше Фокс зустрічався в «Секретних матеріалах» із подібними шрамами у справах кількох людей, котрі стверджували, що їх викрали прибульці). Незважаючи на це, Скаллі вважає, що викрадення Макса — це наслідок його шизофренії та галюцинацій (вона помітила в трейлері відповідні медичні препарати). Однак Малдер переконаний в тому, що Макс, незважаючи на його захоплення НЛО, зовсім не пам'ятає того, що з ним сталося; і що в Таунсенд у ніч падіння його заманили викрадачі.
ВПС США помічають над Таунсендом значно більше НЛО; невидимий прибулець проникає в трейлер Феніга та викрадає його. Згодом агенти приходять до трейлера й виявляють зникнення уфолога, однак повідомляють армійським каналом, що Макс рушив до берегової лінії. Самі ж притьмом рушають на порятунок Макса, військовики ж Гендерсона тим часом прочісують територію в пошуках Феніга. Під час пошуків прибулець убиває двох вояків, які наштовхнулися на Феніга, та примушували його сховатися на складі. Фокс Малдер знаходить уфолога всередині будови, оточеної вояками, та намагається його заспокоїти; в цей час Макса атакує прибулець та завдає поранення. Згодом Малдер спостерігає, як уфолог відпливає доверху в промені світла, де й щезає. Гендерсон виявляє зникнення Феніга й наказує арештувати Малдера.
Через деякий час у Вашингтоні агенти рапортують керівнику відділення МакГрафу про події, що сталися, однак він їм не вірить. Малдеру МакГраф робить особливо сувору догану та надає письмові свідчення Гендерсона, що тіло Феніга було знайдене у вантажному контейнері. МакГраф та Дисциплінарна рада вирішують закрити «Секретні матеріали» й звільнити Фокса Малдера. Проте «Глибока горлянка» на це рішення накладає вето — розуміючи, що для відомства буде небезпечнішим відпустити Малдера й надати йому можливість оповісти охочим те, що він знає.

## Знімались
| Актор             | Роль                       |
| ----------------- | -------------------------- |
| Девід Духовни     | Фокс Малдер                |
| Джилліан Андерсон | Дейна Скаллі               |
| Скотт Белліс      | Макс Феніг                 |
| Джеррі Гардін     | Глибока Горланка           |
| Фредерік Коффін   | Джозеф МакГраф             |
| Маршалл Белл      | полковник Келвін Хендерсон |
| Брент Стейт       | капрал Тейлор              |
| Майкл Роджерс     | лейтенант Гріффін          |

## Принагідно
- Fallen Angel